# حمض ثنائي أمينو البيميليك
حمض ثنائي أمينو البيميليك (DAP) هو مركب كيميائي له الصيغة C7H14N2O4 وهو يحوي مجموعتي أمين ومجموعتي كربوكسيل، لذلك يصنف من الأحماض الأمينية.

## الوفرة الطبيعية
يوجد المركب طبيعياً في الجدار خلوي لبعض البكتريا؛ حيث يعد وحدة البناء في الببتيدوجليكان. كما يعد المركب نقطة وصل في بروتين براون الدهني Braun's lipoprotein.

## الخواص
يوجد المركب في الشروط القياسية على شكل مسحوق أبيض اللون. يحوي المركب في بنيته على مركزين فراغيين، بالتالي يوجد من المركب ثلاثة متصاوغات فراغية.

## اقرأ أيضاً
- حمض البيميليك